# كاتي زيليم
كاتي لي زيليم (من مواليد 20 يناير 1996) هي لاعبةُ كرة قدم إنجليزية محترفة تلعب كلاعبة خط وسط لنادي مانشستر يونايتد في الدوري الممتاز للسيدات، والذي تقوده أيضًا، ومنتخب إنجلترا للسيدات. وسبق لزيليم أن لعبت لصالِح ليفربول حيث فازت مرتين بلقب الدوري الإنجليزي الممتاز عامي 2013 و2014، بالإضافة إلى فريق يوفنتوس الإيطالي الذي فاز بالدوري الإيطالي في موسم 2017–18. ثم انضمّت زيليم إلى مانشستر يونايتد لتفوز بدوري السيدات في موسم 2018–19.
مثلت زيليم أيضًا إنجلترا في الفئات العمرية تحت 15 إلى تحت 23 سنة. وسجّلت 14 هدفًا في المجموع، قبل ظهورها لأول مرة في عام 2021، بعد أن تدربت سابقًا مع الفريق في عام 2020. مع منتخب إنجلترا الأول، فازت مرتين بكأس أرنولد كلارك بالإضافة إلى وصافة كأس العالم 2023. اعتبارًا من ديسمبر 2023، أصبحت زيليم ثالث أفضل هدافة وثاني أكثر لاعبة من حيث الظهور مع نادي مانشستر يونايتد بعد إيلا تون.

## مسيرتها الكروية

### النشأة
بدأت زيليم تلعب كرة القدم عندما كانت في السادسة من عمرها. في سن الثامنة، انضمت إلى مركز التميز للفتيات في مانشستر يونايتد. قالت مدربتها للشباب إيما فليتشر إن زيليم أظهرت سلوكا رائعا وشهية لتعلم اللعبة وفهمها.

### ليفربول
نظرا لعدم وجود إعداد احترافي في مان يونايتد، انضمت زيليم إلى ليفربول في 2013. كانت ضمن قائمة ليفربول لأول مرة في 3 أغسطس 2013 عندما خسر ليفربول 3–0 أمام أرسنال، لكنها لم تشارك.
في 11 أبريل 2014، أُصيبت زيليم بكسر في الترقوة، أثناء قيامها بالواجب الدولي مع منتخب إنجلترا تحت 19 سنة، وغابت عن بداية موسم 2014 FA WSL. بعد تعافيها من الإصابة، ظهرت لأول مرة مع الفريق الأول في 29 يونيو 2014، قبل أن تُستبدل بِنينا فراوسينج بيدرسن في الدقيقة 58، في الهزيمة 1–0 أمام أرسنال في دوري كرة القدم الإنجليزي. بعد أسبوع، سجلت زيليم أول أهدافها مع الفريق الأول في الفوز 7–1 على دورهام في كأس القارات. سجلت هدفين برأسيتين، بمساعدة لوسي برونز.
في 12 أكتوبر 2014، كانت زيليم بديلاً غير مستخدم في فوز ليفربول على بريستول سيتي، حيث احتفظوا بلقب الدوري الإنجليزي لكرة القدم بعد يوم أخير دراماتيكي من الموسم. في نوفمبر 2014، تم ترشيح زيليم من قبل الاتحاد الإنجليزي لجائزة أفضل لاعب في تطوير الدوري الإنجليزي لهذا العام، جنبًا إلى جنب مع كارلا همفري وناتاشا بابتيست. وفي نفس الشهر، حصل زيليم على لقب أفضل لاعبة شابة في ليفربول لهذا العام. مدرب ليفربول مات بيرد أشاد بزيلم وشبهها بفرانك لامبارد وذكر أنه سيكون لها مسيرة مهنية رائعة في المستقبل. وفي ديسمبر وقعت زيليم عقدًا جديدًا.
في نوفمبر 2015، وقعت زيليم عقدًا جديدًا مع ليفربول.

### يوفنتوس
في أغسطس 2017، انتقلت إلى يوفنتوس مقابل رسوم لم يُكشف عنها. في 9 سبتمبر، سجلت زيليم هدفها الأول في أول مباراة رسمية لها مع يوفنتوس في الفوز 8–0 على تورينو في كأس إيطاليا. لعبت زيليم ما مجموعه أربع مباريات، وسجلت هدفين. خرج يوفنتوس بخسارته 1–0 أمام بريشيا في ربع النهائي في 2 مايو 2018.
في 30 سبتمبر 2017، ظهرت زيليم لأول مرة في الدوري الإيطالي كبديلة في المباراة الافتتاحية للنادي، بفوزها 3–0 على أتالانتا. بعد ثلاثة أسابيع، سجلت زيليم هدفها الأول في الدوري في الفوز 4–1 على إمبولي. في 20 مايو 2018، فاز يوفنتوس باللقب في الموسم الأول له في الدوري، بعد فوزه على بريشيا بركلات الترجيح في المباراة الفاصلة في البطولة. غادرت زيليم في نهاية الحملة.

### مانشستر يونايتد

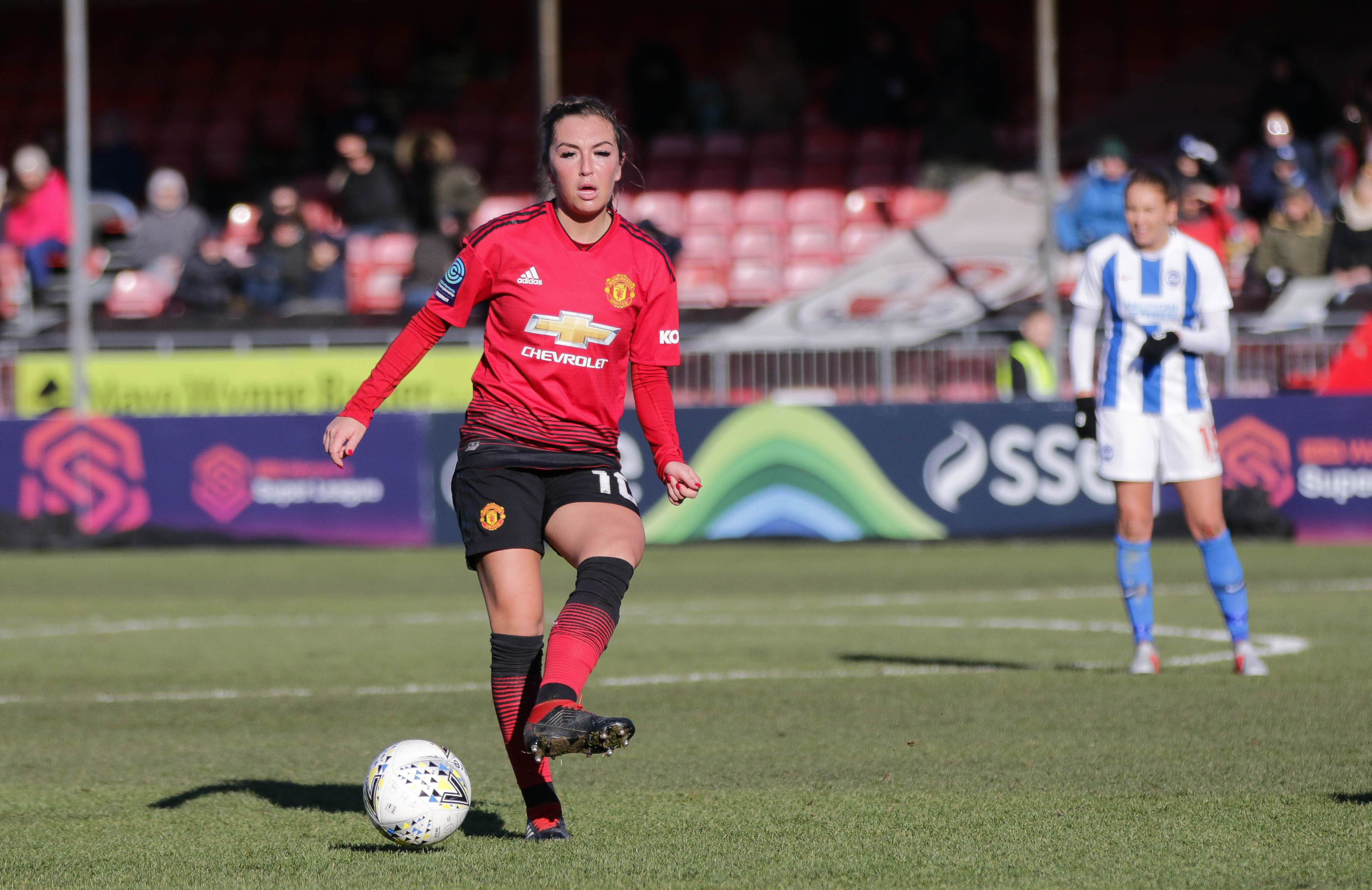
زيليم تلعب في مباراة كأس الاتحاد الإنجليزي ضد برايتون في عام 2019.

في يوليو 2018، انضمّت زيليم إلى مانشستر يونايتد في موسمه الافتتاحي في بطولة الاتحاد الإنجليزي للسيدات لموسم 2018–19، وهي واحدة من سبع لاعبات عُدن إلى الفريق الأول بعد أن لعبن للنادي على مستوى الشباب. ظهرت لأول مرة مع مانشستر يونايتد في الفوز 1–0 بكأس الرابطة على ناديها السابق ليفربول في 19 أغسطس. في المباراة الافتتاحية لموسم البطولة 2018–19، سجلت هدفها الأول مع اليونايتد، في الظهور الأول لها في الدوري، من ركلة جزاء في الفوز 12–0 خارج أرضها على أستون فيلا. فازت زيليم جائزة أفضل لاعبة في الشهر في بطولة الاتحاد الإنجليزي للسيدات لشهر مارس 2019. وفي نهاية الموسم، حصلت زيليم على لقب أفضل لاعبة في مانشستر يونايتد لهذا العام. وبذلك أصبحت أول لاعبة تفوز بالجائزة.
بعد رحيل أليكس غرينوود في أغسطس 2019، عُينت زيليم قائدة للنادي قبل موسم 2019–20. سجلت زيليم هدفها الأول هذا الموسم، من ركلة جزاء، في فوز مانشستر يونايتد 2–0 على ليفربول في 28 سبتمبر. في التعادل 1–1 ضد ريدينغ في 2 فبراير 2020، احتسبت ركلة جزاء ضد زيليم بسبب لمسة يد، على الرغم من اصطدام الكرة برأسها، مما أدى إلى انتقادات لمعايير التحكيم.

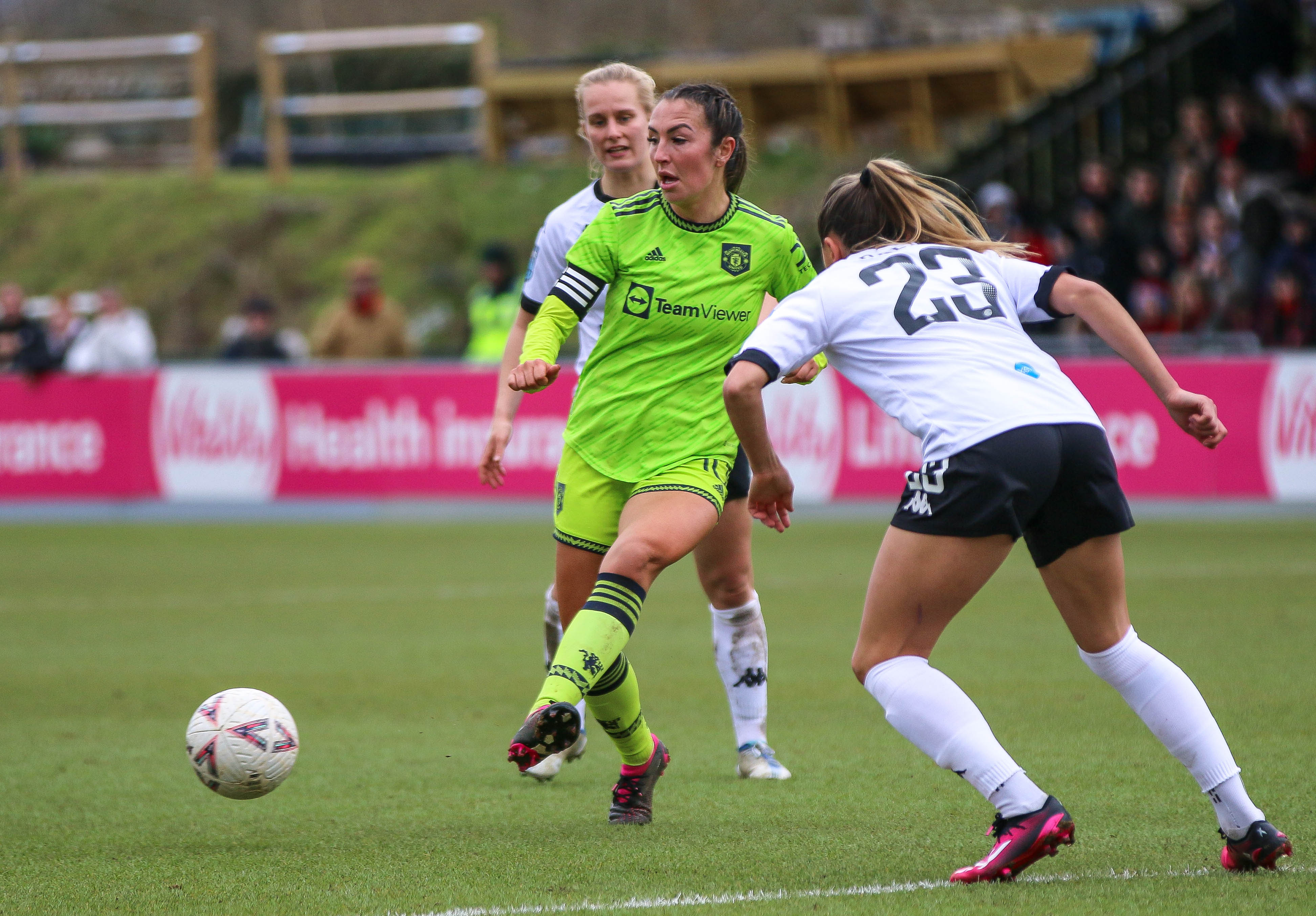
زيليم (وسط) يلعب لمانشستر يونايتد ضد لويس في عام 2023.

سجلت زيليم ثلاثة أهداف أولمبيكية مُباشرة من الركلات الركنية في مباراتين متتاليتين في عام 2022، واحد في الخسارة 1–4 أمام مانشستر سيتي في كأس الاتحاد الإنجليزي واثنان في الفوز 4–0 على ليستر سيتي في الدوري الإنجليزي الممتاز.

## مسيرتها الدولية

### الفئات العمرية
ظهرت زيليم لأول مرة مع فريق الشباب في إنجلترا تحت 15 سنة ضد هولندا في مارس 2010. في أغسطس 2013، كانت زيليم ضمن قائمة منتخب إنجلترا تحت 19 سنة الذي احتل المركز الثاني أمام فرنسا في بطولة أوروبا للسيدات تحت 19 عامًا في ويلز.
في فبراير 2014، اختيرت زيليم ضمن تشكيلة منتخب إنجلترا تحت 19 للمشاركة في بطولة لا مانغا 2014 في مارس. في أغسطس، مثلت إنجلترا تحت 20 سنةفي كأس العالم للسيدات تحت 20 سنة 2014 في كندا. اعتمد عليها المُدرب مو مارلي كصانعة ألعاب في خط وسط إنجلترا. بعد التعادل مع كوريا الجنوبية والمكسيك، فشلت إنجلترا في التأهل إلى مرحلة خروج المغلوب بعد هزيمتها أمام نيجيريا 2–1 في المباراة الأخيرة بالمجموعة. في يوليو 2015، اختيرت زيليم ضمن قائمة منتخب إنجلترا تحت 19 سنة لبطولة أوروبا للسيدات تحت 19 في إسرائيل. خرجت إنجلترا من دور المجموعات باحتلالها المركز الأخير في المجموعة الثانية.

### المنتخب الأول
بعد مسيرتها المهنية في الفئات العمرية المختلفة، لم يتم استدعاء زيليم إلى الفريق الأول لعدة سنوات، لكنها أثارت إعجاب فيل نيفيل بعد تعيينها قائدة لمانشستر يونايتد، حيث استدعيت للمرة الأولى لتداريب المنتخب الأول في سبتمبر 2020. شاركت في معسكر تدريبي يضم 30 لاعبة في سانت جورج بارك، لكنها استُبعدت بعد أن ثبتت إصابتها بكوفيد -19. بعد أن كانت على مقاعد البدلاء في ثلاث مباريات سابقة في تصفيات كأس العالم 2023 تحت قيادة المدربة الجديدة سارينا ويجمان، ظهرت زيليم لأول مرة مع إنجلترا في 30 نوفمبر 2021 كبديلة في الدقيقة 71 في فوز إنجلترا الكبير 20–0 على لاتفيا. اختيرت زيليم في القائمة الأولية لمنتخب إنجلترا المكونة من 28 لاعبة لبطولة أمم أوروبا للسيدات 2022، لكنها لم تدخل القائمة النهائية.
في 18 نوفمبر 2022، تم الإعلان عن رقم تراثها الإنجليزي برقم 221، وفي مايو 2023، اختيرت ضمن قائمة إنجلترا للمشاركة في كأس العالم للسيدات 2023 في يوليو من ذلك العام.

## الحياة الشخصية
وُلدت زيليم في أولدهام، وهي ابنة حارس مرمى ماكليسفيلد السابق آلان زيليم، وشقيقه التوأم لاعب كرة قدم سابق بيتر زيليم. تلقت تعليمها في مدرسة بلو كوت، أولدهام.
أعجبت زيليم كثيرا بفارا ويليامز، التي أصبحت قدوة لها في تطوير اللعبة كلاعبة خط وسط. اعتبرت زيليم نفسها محظوظة لأنها تستطيع التعلم واللعب جنبًا إلى جنب مع شخصية مجتهدة مثل ويليامز.
في 12 يوليو 2023، انتخبت زيليم لعضوية مجلس لاعبي رابطة اللاعبين المحترفين، خلفا للاعب مانشستر سيتي ستيف هوتون، الذي استقال من منصبه.

## الإحصائيات

### النادي
اعتبارا من 17 ديسمبر 2023.
| النادي            | الموسم        | الدوري        | الدوري | الدوري  | الكأس المحلي | الكأس المحلي | كأس الدوري | كأس الدوري | أوروبا | أوروبا  | المجموع | المجموع |
| النادي            | الموسم        | الدرجة        | الظهور | الأهداف | الظهور       | الأهداف      | الظهور     | الأهداف    | الظهور | الأهداف | الظهور  | الأهداف |
| ----------------- | ------------- | ------------- | ------ | ------- | ------------ | ------------ | ---------- | ---------- | ------ | ------- | ------- | ------- |
| Liverpool         | 2014          | WSL 1         | 7      | 1       | 0            | 0            | 2          | 2          | 0      | 0       | 9       | 3       |
| Liverpool         | 2015          | WSL 1         | 9      | 0       | 0            | 0            | 6          | 0          | 2      | 0       | 17      | 0       |
| Liverpool         | 2016          | WSL 1         | 15     | 6       | 0            | 0            | 2          | 0          | 2      | 0       | 19      | 6       |
| Liverpool         | 2017          | WSL 1         | 7      | 3       | 0            | 0            | 0          | 0          | 0      | 0       | 7       | 3       |
| Liverpool         | المجموع       | المجموع       | 38     | 10      | 0            | 0            | 10         | 2          | 4      | 0       | 52      | 12      |
| Juventus          | 2017–18       | Serie A       | 18     | 4       | 4            | 2            | 0          | 0          | 0      | 0       | 22      | 6       |
| Manchester United | 2018–19       | Championship  | 18     | 10      | 2            | 0            | 6          | 1          | —      | —       | 26      | 11      |
| Manchester United | 2019–20       | WSL           | 14     | 5       | 1            | 0            | 6          | 2          | —      | —       | 21      | 7       |
| Manchester United | 2020–21       | WSL           | 18     | 2       | 2            | 0            | 3          | 0          | —      | —       | 23      | 2       |
| Manchester United | 2021–22       | WSL           | 22     | 5       | 2            | 1            | 5          | 1          | —      | —       | 29      | 7       |
| Manchester United | 2022–23 ‏      | WSL           | 21     | 3       | 5            | 0            | 4          | 0          | —      | —       | 30      | 3       |
| Manchester United | 2023–24       | WSL           | 10     | 1       | 0            | 0            | 2          | 1          | 2      | 0       | 14      | 2       |
| Manchester United | المجموع       | المجموع       | 103    | 26      | 12           | 1            | 26         | 5          | 2      | 0       | 143     | 32      |
| المجموع الكلي     | المجموع الكلي | المجموع الكلي | 159    | 40      | 16           | 3            | 36         | 7          | 6      | 0       | 217     | 50      |

1. ↑  Includes the Italian Women's Cup and Women's FA Cup
2. ↑  Includes the WSL Cup/Women's League Cup  [لغات أخرى]‏
3. ↑  Includes the دوري أبطال أوروبا للسيدات

### دوليا
الإحصائيات المسجلة اعتبارا من 26 سبتمبر 2023.
| العام   | إنجلترا | إنجلترا |
| العام   | الظهور  | الأهداف |
| ------- | ------- | ------- |
| 2021    | 1       | 0       |
| 2022    | 4       | 0       |
| 2023    | 7       | 0       |
| المجموع | 12      | 0       |

## الإنجازات
ليفربول
- دوري السوبر الإنجليزي للسيدات: 2013،2014

يوفنتوس
- الدوري الإيطالي: 2017–18

مانشستر يونايتد
- بطولة الاتحاد الإنجليزي للسيدات: 2018–19[57]
- كأس الاتحاد الإنجليزي للسيدات: 2022–23[58]

### إنجلترا
- كأس العالم للسيدات: الوصيف: 2023[59]
- كأس أرنولد كلارك: 2022،[60]2023[61]

الجوائز الفردية
- أفضل لاعبة شابة في ليفربول للسيدات: 2014[10]
- أفضل لاعبة في بطولة الاتحاد الإنجليزي للسيدات: مارس 2019[27]

- هدف الشهر في الدوري الممتاز للسيدات: مارس 2022[62]

- لاعبة العام في مانشستر يونايتد: 2018–19[28]

## وصلات خارجية
- كاتي زيليم على موقع الاتحاد الدولي (مؤرشف)  (الإنجليزية)
- كاتي زيليم على موقع الاتحاد الأوربي (الإنجليزية)
- كاتي زيليم على موقع قاعدة بيانات كرة القدم.إي يو (الإنجليزية)
- كاتي زيليم على موقع Soccerway.com (الإنجليزية)
- كاتي زيليم على موقع عالم كرة القدم.نت (الإنجليزية)